# When I Grow Up (bài hát của Pussycat Dolls)
"When I Grow Up" là một bài hát của nhóm nhạc người Mỹ The Pussycat Dolls nằm trong album phòng thu thứ hai của họ, Doll Domination (2008). Nó được phát hành vào ngày 27 tháng 5 năm 2008 như là đĩa đơn đầu tiên trích từ album bởi Interscope Records. Bài hát được đồng viết lời bởi hai thành viên thuộc đội sản xuất Rock City là Theron Thomas và Timothy Thomas với nhà sản xuất nó Rodney "Darkchild" Jerkins, trong đó sử dụng đoạn nhạc mẫu từ bài hát năm 1966 của The Yardbirds "He's Always There", được đồng viết lời bởi Jim McCarty và Paul Samwell-Smith. "When I Grow Up" ban đầu được sáng tác cho Britney Spears nhưng hãng đĩa của cô đã từ chối nó, trước khi được ghi âm cho dự án hát đơn lúc bấy giờ của giọng ca chính của nhóm Nicole Scherzinger mang tên Her Name Is Nicole, nhưng kế hoạch đã bị hủy bỏ và Scherzinger trở lại với The Pussycat Dolls cũng như quyết định đưa bài hát vào Doll Domination vì cảm thấy bài hát phù hợp hơn với phong cách của họ.
"When I Grow Up" là một bản dance-pop kết hợp với những yếu tố từ electropop và R&B mang nội dung đề cập đến việc một cô gái mong muốn được trở nên nổi tiếng khi lớn lên và được nhìn nhận bởi Scherzinger như là một bản nhạc mang tính chất "tự truyện". Sau khi phát hành, nó nhận được những phản ứng tích cực từ các nhà phê bình âm nhạc, trong đó họ đánh giá cao giai điệu bắt tai và quá trình sản xuất nó, đồng thời gọi đây là một điểm nhất nổi bật từ album. "When I Grow Up" cũng tiếp nhận những thành công vượt trội về mặt thương mại với việc lọt vào top 10 ở hầu hết những quốc gia bài hát xuất hiện, bao gồm vươn đến top 5 ở những thị trường lớn trên thế giới như Úc, Bỉ, Canada, Pháp, Hungary, Ireland, New Zealand và Vương quốc Anh. Tại Hoa Kỳ, nó đạt vị trí thứ chín trên bảng xếp hạng Billboard Hot 100, trở thành đĩa đơn thứ tư trong sự nghiệp của The Pussycat Dolls vươn đến top 10 và đã đạt được hơn 2 triệu lượt tải nhạc số tại đây.
Video ca nhạc cho "When I Grow Up" được đạo diễn bởi Joseph Khan, trong đó bao gồm những cảnh The Pussycat Dolls rơi vào tình trạng kẹt xe trên Đại lộ Hollywood và cùng nhau nhảy múa trên đường phố. Nó đã nhận được năm đề cử tại giải Video âm nhạc của MTV năm 2008 cho Video của năm, Chỉ đạo nghệ thuật xuất sắc nhất, Quay phim xuất sắc nhất, Video có vũ đạo xuất sắc nhất và Video Dance xuất sắc nhất, và chiến thắng một hạng mục sau. Để quảng bá bài hát, nhóm đã trình diễn nó trên nhiều chương trình truyền hình và lễ trao giải lớn, bao gồm The Ellen DeGeneres Show, Jimmy Kimmel Live!, So You Think You Can Dance, Today, giải Điện ảnh của MTV năm 2008 và giải thưởng Âm nhạc Mỹ năm 2008, cũng như trong nhiều chuyến lưu diễn của họ. Kể từ khi phát hành, "When I Grow Up" đã xuất hiện trong nhiều tác phẩm điện ảnh và truyền hình, bao gồm 90210, The Big Short, Big Time Rush, Castle, Detention, The House Bunny, Video on Trial.

## Danh sách bài hát
| - Tải kĩ thuật số 1. "When I Grow Up" – 4:05 - Đĩa đơn nhạc số 1. "When I Grow Up" – 3:58 2. "When I Grow Up" (video ca nhạc) – 4:09 - EP nhạc số 1. "When I Grow Up" – 4:06 2. "When I Grow Up" (Dave Audé Audacious Club Dub) – 7:49 3. "When I Grow Up" (Wideboys Club Dub phối lại) – 6:36 - Đĩa CD tại châu Âu 1. "When I Grow Up" (bản chính) – 4:07 2. "When I Grow Up" (Dave Audé Audacious Radio phối) – 3:40 - Đĩa CD tại Đức 1. "When I Grow Up" (bản chính) – 4:02 2. "When I Grow Up" (Dave Audé Club Dub phối lại) – 7:55 3. "When I Grow Up" (Wideboys Club Dub phối lại) – 6:39 4. "When I Grow Up" (video ca nhạc) – 4:09 | - Đĩa 12" tại Hoa Kỳ A1. "When I Grow Up" (bản chính) – 3:58 A2. "When I Grow Up" (không lời) – 3:58 B1. "When I Grow Up" (bản chính) – 3:58 B2. "When I Grow Up" (không lời) – 3:58 - Đĩa CD "The Remixes" tại Hoa Kỳ 1. "When I Grow Up" (Dave Audé phối lại) – 7:50 2. "When I Grow Up" (Ralphi Rosario Club phối) – 9:37 3. "When I Grow Up" (Dirty South phối) – 8:45 4. "When I Grow Up" (Wideboys Club phối lại) – 6:36 5. "When I Grow Up" (Digital Dog Club phối lại) – 6:25 6. "When I Grow Up" (Dave Audé Mixshow) – 6:05 7. "When I Grow Up" (Dave Audé chỉnh sửa) – 3:43 8. "When I Grow Up" (Ralphi Rosario Radio chỉnh sửa) – 3:56 9. "When I Grow Up" (Ralphi Rosario vs. Luis M. Dub) – 9:35 10. "When I Grow Up" (Dave Audé Sexy Dub) – 7:39 |

## Thành phần thực hiện
Thành phần thực hiện được trích từ ghi chú của Doll Domination, Interscope Records.
Thu âm
- Thu âm tại 2nd Floor Studios, Orlando và Chalice Studios, Los Angeles.
- Bao gồm đoạn nhạc mẫu của "He's Always There", viết lời bởi Jim McCarty và Paul Samwell-Smith.

Thành phần
- Rodney "Darkchild" Jerkins – viết lời, sản xuất, giọng nền, phối khí
- Theron Thomas (Theron và Timothy Thomas) – viết lời, giọng nền
- Jim McCarty – viết lời
- Paul Samwell-Smith – viết lời
- Paul Foley – thu âm
- Mike "Handz" Donaldson – thu âm
- Roberto "Tito" Vazquez – thu âm
- Spike Stent – phối khí

## Xếp hạng
| Bảng xếp hạng (2008-09)             | Vị trí cao nhất |
| ----------------------------------- | --------------- |
| Úc (ARIA)                           | 2               |
| Áo (Ö3 Austria Top 40)              | 7               |
| Bỉ (Ultratop 50 Flanders)           | 2               |
| Bỉ (Ultratop 50 Wallonia)           | 3               |
| Canada (Canadian Hot 100)           | 3               |
| Cộng hòa Séc (Rádio Top 100)        | 1               |
| Đan Mạch (Tracklisten)              | 6               |
| Châu Âu (European Hot 100 Singles)  | 2               |
| Phần Lan (Suomen virallinen lista)  | 9               |
| Pháp (SNEP)                         | 2               |
| Đức (Official German Charts)        | 7               |
| Hungary (Rádiós Top 40)             | 2               |
| Ireland (IRMA)                      | 2               |
| Nhật Bản (Japan Hot 100)            | 6               |
| Hà Lan (Dutch Top 40)               | 25              |
| Hà Lan (Single Top 100)             | 21              |
| New Zealand (Recorded Music NZ)     | 5               |
| Na Uy (VG-lista)                    | 13              |
| Slovakia (Rádio Top 100)            | 12              |
| Thụy Điển (Sverigetopplistan)       | 9               |
| Thụy Sĩ (Schweizer Hitparade)       | 10              |
| Anh Quốc (OCC)                      | 3               |
| Hoa Kỳ Billboard Hot 100            | 9               |
| Hoa Kỳ Dance Club Songs (Billboard) | 1               |
| Hoa Kỳ Pop Airplay (Billboard)      | 8               |
| Hoa Kỳ Rhythmic (Billboard)         | 28              |
| Venezuela Pop Rock (Record Report)  | 1               |

| Bảng xếp hạng (2008)                      | Vị trí |
| ----------------------------------------- | ------ |
| Australia (ARIA)                          | 13     |
| Australia Urban (ARIA)                    | 4      |
| Austria (Ö3 Austria Top 40)               | 47     |
| Belgium (Ultratop 50 Flanders)            | 34     |
| Belgium (Ultratop 40 Wallonia)            | 69     |
| Canada (Canadian Hot 100)                 | 15     |
| Europe (European Hot 100 Singles)         | 19     |
| France (SNEP)                             | 20     |
| Germany (Official German Charts)          | 43     |
| Hungary (Rádiós Top 40)                   | 89     |
| Netherlands (Dutch Top 40)                | 165    |
| New Zealand (Recorded Music NZ)           | 29     |
| Switzerland (Schweizer Hitparade)         | 54     |
| UK Singles (Official Charts Company)      | 46     |
| US Billboard Hot 100                      | 49     |
| US Hot Dance/Mix Show Airplay (Billboard) | 23     |
| Bảng xếp hạng (2009)                      | Vị trí |
| Europe (European Hot 100 Singles)         | 72     |
| Hungary (Rádiós Top 40)                   | 96     |

| Bảng xếp hạng (2000-09) | Vị trí |
| ----------------------- | ------ |
| Australia (ARIA)        | 53     |

## Chứng nhận
| Quốc gia | Chứng nhận | Số đơn vị/doanh số chứng nhận |
| --- | ---------- | ----------------------------- |
| Úc (ARIA) | Bạch kim   | 70.000^                       |
| Canada (Music Canada) | —          | 120,000^                      |
| New Zealand (RMNZ) | Vàng       | 7.500*                        |
| Anh Quốc (BPI) | Vàng       | 412,000^                      |
| Hoa Kỳ (RIAA) | —          | 2,263,000                     |
| * Chứng nhận dựa theo doanh số tiêu thụ. ^ Chứng nhận dựa theo doanh số nhập hàng. ‡ Chứng nhận dựa theo doanh số tiêu thụ và phát trực tuyến. |            |                               |